# Герд (мифология)

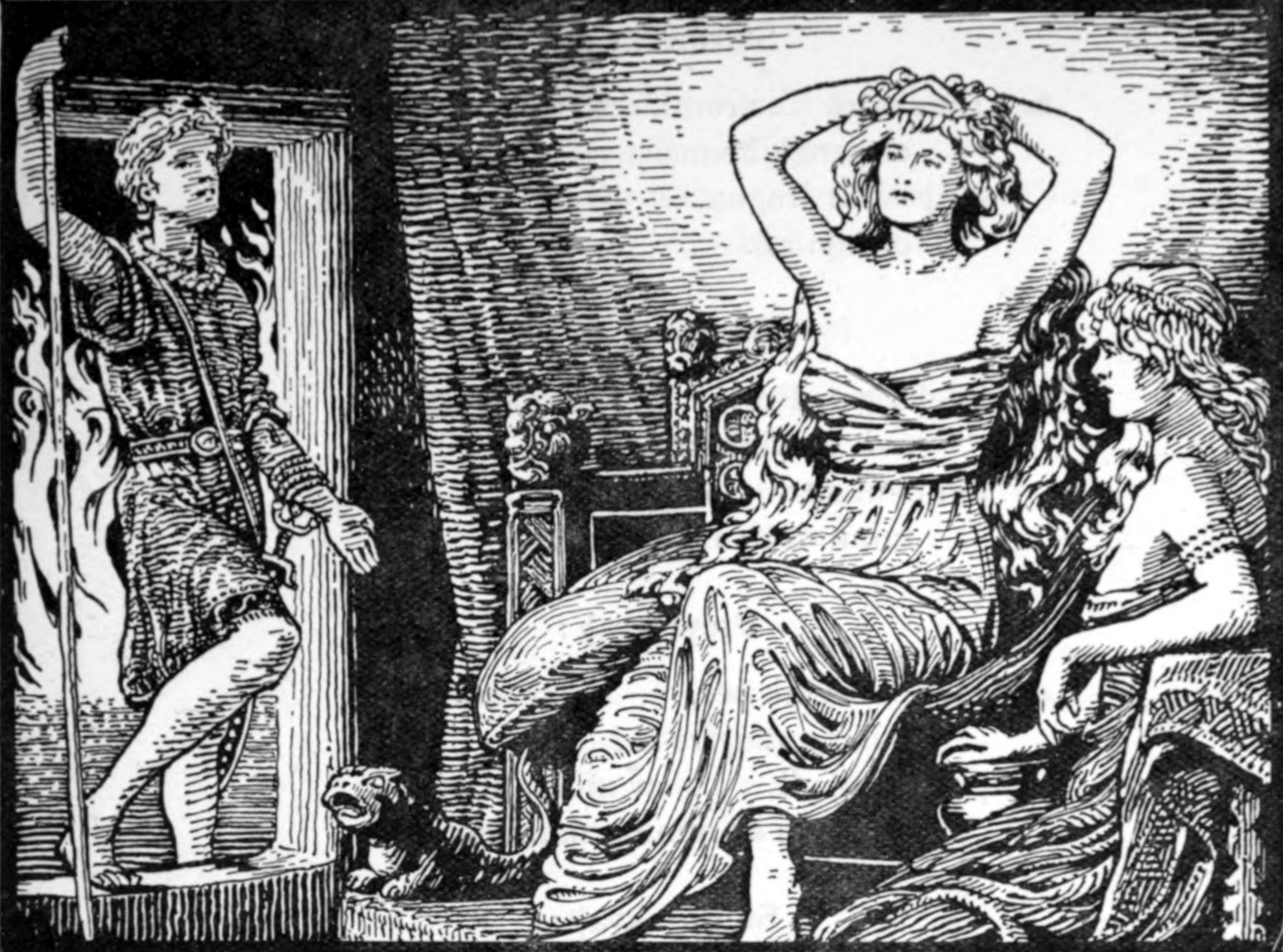
Уильям Коллингвуд, «Скирнир приносит послание Герд» (1908)

Гёрд (др.-сканд. Gerðr) — великанша-ётуна из скандинавской мифологии.
Дочь великана Гимира и Аурбоды («Дарительницы золота»). Возлюбленная, а после долгих колебаний — жена бога плодородия Фрейра (о сватовстве к ней рассказывается в «Поездке Скирнира»).
Считается хтоническим божеством, что позволяет понимать её брак с Фрейром как символ единения неба и земли.
В честь Герды назван астероид (122) Герда, открытый в 1872 году.